# トランスアメリカ・ピラミッド
トランスアメリカ・ピラミッド (Transamerica Pyramid) は、アメリカ合衆国・カリフォルニア州のサンフランシスコにある超高層ビル。サンフランシスコのランドマークの1つで、2018年までサンフランシスコで最も高い超高層ビルだった。

## 概要
設計はウイリアム・ペレイラ（William Pereira)。高さは260m、46階建てである。トランスアメリカ・コーポレーション（en:Transamerica Corporation）の本社だったが、現在は本社は移転している。計画が発表されたときは、そのデザインから激しい反対が起きたが、現在はサンフランシスコのランドマークの1つであり、トランスアメリカ・コーポレーションは今でも会社のロゴにこのビルの絵を描いている。
1969年に着工、1972年に完成した。同じサンフランシスコ市内の「バンク・オブ・アメリカ・センター」(現在の名は555 カリフォルニア・ストリート)を抜いてミシシッピ川以西で最も高いビルとなった。(ただし、2年後にロサンゼルスのAONセンターに抜かれた)。
サンフランシスコではその後も長年にわたって最も高い超高層ビルだったが、2018年に竣工したセールスフォース・タワー（326メートル）に抜かれた。
地震の多いサンフランシスコの地形を考慮した耐震設計が施されており、1989年の大地震でも無傷だった。
1999年、トランスアメリカ・コーポレーションはオランダの巨大保険会社・エイゴンに買収され傘下となった。27階にある展望台はアメリカ同時多発テロ事件以後、閉鎖された。